# Adam Grześkowiak (duchowny)
Adam Grześkowiak (ur. 18 sierpnia 1981 w Kaliszu) – polski duchowny, teolog i biblista adwentystyczny, kaznodzieja Kościoła Adwentystów Dnia Siódmego w RP, doktor nauk teologicznych w zakresie teologii biblijnej.

## Życiorys
W 2005 ukończył Instytut Seminaryjno-Pastoralny Wyższej Szkoły Teologiczno-Humanistycznej w Podkowie Leśnej, a w 2008 ukończył studia w zakresie teologii ewangelickiej w Chrześcijańskiej Akademii Teologicznej w Warszawie. 
W 2013 uzyskał w ChAT stopień doktora nauk teologicznych w zakresie biblistyki na podstawie rozprawy pt. Para tous podas Gamaliel. Źródła i zastosowanie egzegezy rabinicznej w 1. Liście do Koryntian. 
Od 2014 jest kaznodzieją Zboru Kościoła Adwentystów Dnia Siódmego w Białymstoku. Jest również wykładowcą Instytutu Seminaryjno-Pastoralnego Wyższej Szkoły Teologiczno-Humanistycznej im. Michała Beliny-Czechowskiego w Podkowie Leśnej oraz Andrews University.
Był członkiem redakcji polskiego wydania Teologii Kościoła Adwentystów Dnia Siódmego. Cz. 1 (Signa Temporis Wydawnictwo Wyższej Szkoły Teologiczno-Humanistycznej, Podkowa Leśna, 2016; ISBN 978-83-62161-14-0). W 2018 jego książka U stóp Gamaliela…” (Dz 22,3). Zastosowanie metod egzegezy żydowskiej w Pierwszym Liście do Koryntian, wydana nakładem Wydawnictwa Bernardinum, znalazła się na pierwszym miejscu rankingu najciekawszych i najważniejszych książek w biblistyce polskiej i światowej wydanych w 2017 roku portalu Orygenes+. 
Drukiem ukazała się również jego książka Grzech według trzech pierwszych rozdziałów Listu do Rzymian (Podkowa Leśna, 2009; ISBN 978-83-62161-01-0). 
W latach 2014–2016 był także konsultantem przekładu Biblii Ekumenicznej.